# Les Lurettes fourrées

Les Lurettes fourrées (1948-1949) est un recueil de trois nouvelles de Boris Vian, paru à titre posthume en 1965 chez Jean-Jacques Pauvert à la suite du roman L'Herbe rouge. Les histoires sont racontées à la manière caractéristique de Vian, mélange de surréalisme et d'éclatement des sens, d'une subtile critique, mais surtout d'un humour noir caustique.
- Le Rappel

Un homme saute de l'Empire State Building dans le simple but de se suicider. Tous les dix étages, il note ce qu'il voit, tout en se remémorant les souvenirs qui l'ont amené sur le toit. Au vingtième étage, il oublie d'ouvrir les yeux, s'en aperçoit trois étages plus bas, et s'arrête dans l'appartement pour replacer sa cravate, tout en discutant avec la propriétaire. Le Rappel est donc un titre à double sens, un jeu de mots entre « faire un rappel », qui signifie se laisser tomber, et le rappel des sens. Parallèlement, Le Rappel est une critique de plusieurs sujets dont la religion.
- Les Pompiers

Un appartement prend feu parce qu'un enfant jouait avec des allumettes. Le père, ne voulant pas inquiéter le petit, l'amène dans la cuisine, joue avec lui aux petites autos avant de le coucher une heure après. Puis, il tente d'éteindre l'incendie et appelle les pompiers. Toutefois, puisque les pompiers ont un horaire chargé, ils ne viendront pas avant le surlendemain à trois heures...
- Le Retraité

Trois enfants suivent un retraité et lancent des projectiles sur la bosse de son dos. Vers la fin, l'un d'eux saute sur le vieux, qui le déloge, prend son révolver, et finit par le tuer.